# Sukomulyo (Kaliwungu Selatan)
Sukomulyo is een bestuurslaag in het regentschap Kendal van de provincie Midden-Java, Indonesië. Sukomulyo telt 5151 inwoners (volkstelling 2010).